# Nathan Mahler
Nathan Mahler, né le 17 janvier 1996, à São José dos Campos, est un coureur cycliste brésilien.

## Biographie
En 2015, Nathan Mahler termine deuxième du classement du meilleur jeune au Tour do Rio. Il intègre ensuite en 2016 la formation Funvic Soul Cycles-Carrefour, qui devient une équipe continentale professionnelle. Durant cette saison, il participe au Tour de Turquie. 
Il redescend finalement chez les amateurs dès 2017. 

## Palmarès
- 2017
  - 1re étape de la Copa Specialized Diverge[3]
  - Champion de la Copa Specialized Diverge